# Heinrich Claus von Fick

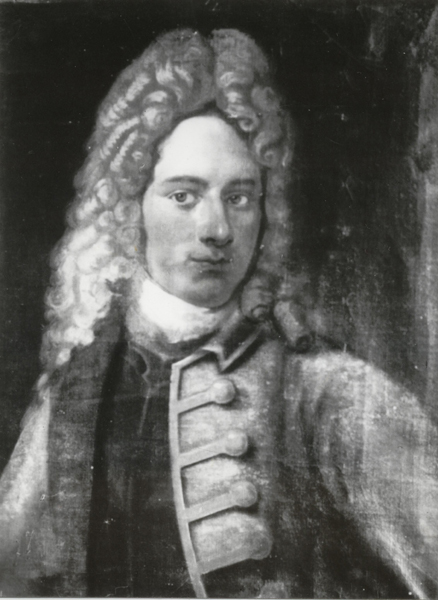
Heinrich Claus von Fick

H(e)inrich Claus (von) Fick (getauft am 3. November 1678 (nicht 1679) in Hamburg-St. Georg; † 28. Juni 1750 in Schloss Oberpahlen in Livland) war ein Bürgermeister von Eckernförde und Verwaltungsreformer in Russland.

## Leben und Wirken
Heinrich Claus Fick war ein Sohn von Gilbrecht Fick (* 1644 in Hamburg-St. Georg) und dessen Ehefrau Catharina, geborene Harms (getauft am 26. Juni in Hamburg-St. Georg). Der Großvater mütterlicherseits namens Heinrich Harms war verheiratet mit Alheit, geborene Blechwehler. Weitere familiäre Hintergründe sind ebenso unbekannt wie der Bildungsweg. Die Eltern verließen Hamburg wahrscheinlich um 1695 gen Stralsund oder Rügen. Er selbst sagte, dass er als Jugendlicher in einer Kanzlei gearbeitet habe. 1699 ging er nach Stockholm, wo er eine neue Stelle finden wollte. Von 1700 bis 1710 leistete er Militärdienst im Nieroth’schen Regiment in Livland. 1704 wurde er zum Regimentsquartiermeister ernannt. Im Mai 1710 schied er aus familiären Gründen aus dem Regiment aus und erhielt ein ausgezeichnetes Empfehlungsschreiben.
Fick bewarb sich daraufhin am Gottorfer Hof. Obwohl der Minister Georg Heinrich von Görtz gegen ihn vorging, erhielt er eine Stelle: Im März 1711 folgte er auf Anthon Rhenius als Bürgermeister von Eckernförde. Seine Dienstzeit endete am 7. Februar 1714. Er trat zurück, nachdem der dänische König Friedrich IV. den Gottorfer Anteil am Herzogtum Schleswig endgültig eingezogen hatte. Danach verbrachte Fick eine kurze Zeit in Festungshaft in Rendsburg und bekam anschließend eine wahrscheinlich vertrauliche Stelle bei Christian August von Schleswig-Holstein-Gottorf, dem Fürstbischof von Lübeck und Administrator für den minderjährigen Herzog Carl Friedrich von Holstein-Gottorf.
1715 verhalf Henning Friedrich von Bassewitz Fick zu einer Anstellung als russischer Verwaltungsfachmann. Anfang 1716 ging Fick nach Stockholm, wo er die vorbildliche schwedische Behördenverfassung kennenlernen sollte. Ende 1716 kam er umfangreich gebildet wieder nach Holstein. Im Januar 1717 einigte er sich mit Zar Peter I. in Amsterdam auf einen endgültigen Vertrag. Ab Ende 1717 arbeitete er in Sankt Petersburg an der Reform der russischen Verwaltung mit und galt schnell als renommierter Fachmann. Am 12. Februar 1717 erhob ihn Kaiser Karl VI. in den Reichsadel.

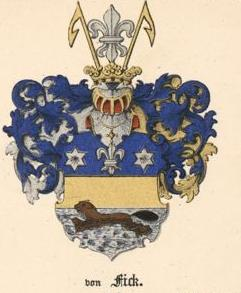
Wappen derer baltischen von Fick

Fick stieg zum Staatsrat und stellvertretenden Präsidenten des Kommerzkollegiums auf, das eine zentrale Wirtschaftsbehörde darstellte. Im Rahmen von innerpolitischen Vorfällen geriet er 1731 in Haft und sollte den Rest seines Lebens in sibirischer Verbannung verbringen. 1741 wurde das Urteil zurückgenommen. Fick kehrte nach Livland zurück. Bei seinem Tod galt er als angesehene und geachtete Persönlichkeit.

## Charakter
Fick galt als ein sehr wandlungsfähiger Mann, der verstand, von Vorteilen zu profitieren. Er war initiativ, engagiert, fähig und loyal. Im Amt als Eckernförder Bürgermeister versuchte er stetig, die Wirtschaft der Stadt zu fördern. Anscheinend erachtete er den Posten nach kurzer Zeit als Basis für eine weitere berufliche Entwicklung. Daher hatte er sicherlich keine Einwände gegen die Okkupation seitens des dänischen Königs. Offerten der Dänen, die über das Bürgermeisteramt hinausgingen, nahm er allerdings nicht an. Was er insbesondere für Christian August von Schleswig-Holstein-Gottorf tat, ist unklar. Fick entwickelte sich zu einer besonderen Vertrauensperson von Bassewitz‘. Dieser riet den Russen sicherlich aufgrund politischer Erwägung dazu, Fick zu verpflichten.
Gemäß russischen Dokumenten korrespondierte Fick mit Personen in Holstein; entsprechende Belege hierfür existieren aber nicht. Darüber hinaus baute er enge Verbindungen zu in Holstein lebenden Personen auf, mit denen er umgehend kommunizierte, nachdem Herzog Carl Friedrich Sankt Petersburg erreicht hatte. Fick besuchte Carl Friedrich täglich. Der Herzog bat zudem Katharina I., Fick den Großteil der Güter Livlands zu überschreiben, die bis zum Frieden von Nystad (1721) dem schwedischen Generalgouverneur Livlands Graf Carl Gustav von Dücker gehört hatten. Diese folgte dem Wunsch und gab dafür pseudorechtliche Gründe an. Der Graf überreichte ihm zahlreiche Ehrungen und machte ihn 1722 zum Paten seiner Tochter. Fick zerstritt sich dennoch 1725 aus unbekannten Gründen mit Carl Friedrich, der im selben Jahr Anna Petrowna, die Tochter Zar Peters heiratete.
Während der ersten Jahre in Sankt Petersburg diente Fick, der die russischen Affären gut kannte, Holsteinern als Ratgeber. Offensichtlich machte er dabei von seinen Kontakten, die bis in die höchsten Schichten der Gesellschaft reichten, Gebrauch. Auch bei seiner Verhaftung sollen seine Beziehungen zu Holsteinern Einfluss gehabt haben; Belege dafür existieren nicht.

## Familie
Fick heiratete 1704 in Livland Helena (von) Kruse, die 1762 starb. Sie war eine Tochter von Lorenz (von) Kruse und dessen Ehefrau Maria von Passan (?). Eine familiäre Verbindung seiner Ehefrau bestand vermutlich mit dem Kieler Otto Friedrich Kruse, der als Hofgärtner des Fürstbischofs von Lübeck Christian August arbeitete.
Das Ehepaar Fick hatte einen Sohn und neun Töchter. Die Tochter Maria Friederica (* 1711 in Eckernförde) heiratete am 7. Dezember 1730 in St. Petersburg Otto Reinhold Zoege von Manteuffel, der ein herzoglich holsteinischer Kammerherr war. Tochter Aurora (* 1716, † 22. Dezember 1769) heiratete Woldemar Johann von Lauw (* 21. Oktober 1712 in Pernau, † 26. Februar 1786 in Oberpahlen), der vom Schwiegervater den Besitz in  Oberpahlen übernahm und das dortige Schloss ausbauen ließ.